# Klinisch chemicus
Een klinisch chemicus is een laboratoriumspecialist die werkzaam is in een ziekenhuislaboratorium en verantwoordelijk is voor de analyse van bloed of ander lichaamsvocht.
In elk ziekenhuis zijn één of meer klinisch chemici werkzaam. Vanaf het moment dat bloed of ander lichaamsvocht wordt afgenomen totdat de uitslag van het onderzoek bij de arts arriveert, valt dit materiaal onder de verantwoordelijkheid van de klinisch chemicus. 
Deze geeft leiding aan de laboratoriumorganisatie in een ziekenhuis, is verantwoordelijk voor de kwaliteitsbewaking, verricht wetenschappelijk onderzoek en adviseert in voorkomende gevallen ook de aanvragend arts over de interpretatie van uitslagen en/of over de juiste laboratoriumaanvraag bij een ziektebeeld. 
Veel routinematig laboratoriumonderzoek gebeurt tegenwoordig geheel geautomatiseerd, maar er zijn ook onderzoeken waar zeer specialistische kennis voor vereist is, bijvoorbeeld als het gaat om DNA en transplantatie. Daarom werken er in de grotere laboratoria vaak meerdere klinisch chemici die zich in een bepaald gedeelte van het vakgebied hebben gespecialiseerd. 

## Opleiding in Nederland
Voordat iemand zich klinisch chemicus mag noemen, heeft hij of zij een lange weg gevolgd.
Om in aanmerking te komen voor een opleidingsplaats dient een kandidaat te beschikken over een afgeronde universitaire masteropleiding in geneeskunde, farmacie, biochemie of medische biologie, waarbij in de masterfase ten minste 60 studiepunten (ECTS) zijn behaald in vakken met een herkenbare biochemische, analytisch chemische, medisch biologische of moleculair biologische inhoud, zowel op praktisch als theoretisch gebied. Het is wenselijk om minimaal 2 jaar onderzoekservaring binnen het domein van de laboratoriumgeneeskunde te hebben; een promotie strekt tot aanbeveling maar is geen vereiste.
Dan volgt een vierjarige opleiding onder leiding van een ervaren klinisch chemicus in een erkend opleidingsinstituut. 
Zowel het opleidingsinstituut als de klinisch chemicus in opleiding staan onder controle van de registratiecommissie van de Nederlandse Vereniging voor Klinische Chemie en Laboratoriumgeneeskunde (NVKC) en worden regelmatig bezocht door een visitatiecommissie. Als de opleiding met succes is afgerond kan de kandidaat worden ingeschreven in het register. Die inschrijving geldt voor een periode van vijf jaar. In die vijf jaar moet de klinisch chemicus zijn of haar vakkennis op peil houden door bij- en nascholing. Als hij of zij kan aantonen dit in voldoende mate te hebben gedaan, dan volgt een herregistratie, wederom voor een periode van 5 jaar.